# تومویا هایاشی
تومویا هایاشی (انگلیسی: Tomoya Hayashi؛ زادهٔ ۲۷ اوت ۱۹۹۹) بازیکن فوتبال است.